# Aérodrome de Worms
L'aéroport de Worms (Flugplatz Worms) (code OACI : EDFV) est situé au sud de la ville de Worms en Allemagne près des routes K7, L523 et B9 sur une surface plane. Il est classé comme aérodrome. L’atterrissage y est permis pour avions, hélicoptères, planeurs à moteur, planeurs et ULM.

## Description
Deux pistes s’offrent aux pilotes : une avec une surface asphalte d’une longueur de 800 m et d’une largeur de 23 m et une autre avec une surface pelouse de 920 m par 30 m. Il y a aussi une station d’essence sur place. L’ensemble de l’aéroport est sous l’administration de la Flugplatz GmbH Worms,.
Le circuit d’aérodrome recommandé pour les aéronefs motorisés se trouve au sud de la piste à 1 300 ft au-dessus du niveau de la mer (MSL) (en). Le circuit pour les planeurs se trouve au nord de la place (sans indication de MSL)

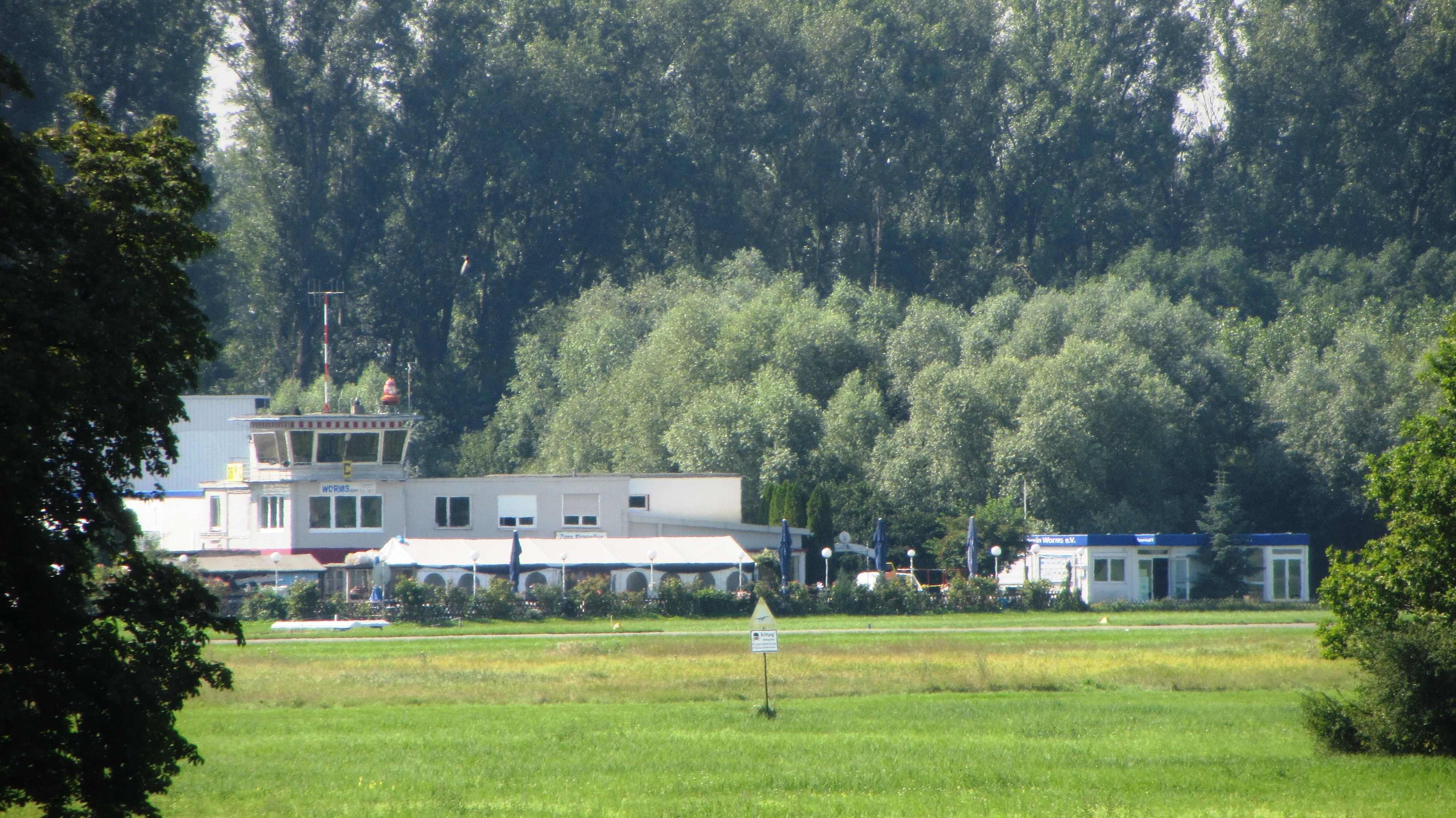
Tour et restaurant.